# Elizalde Sirio
Sirio fou el darrer motor d'aviació que va fabricar la casa Elizalde. Rebé el nom de Sírius, l'estel més lluminós del cel.

## Història
En 1943 el Ministeri de l'Aire sol·licita a ELIZALDE un motor de 450 CV, per equipar l'avió Hispano Aviación HS-42 i al CASA-201 "Alcotán". Aquest projecte va quedar enllestit en el poc temps de 10 mesos, i posat en banc de proves va resultar de 500 CV a 2.300 RPM.
Es van fer proves de vol, muntat en comptes del motor central en un Junkers Ju 52, conferint un so especial, degut a un model nou d'hèlix. Segons expliquen les cròniques va passar moltes dificultats de posada a punt, i no va arribar a temps per ser instal·lat en els avions abans mencionats. Una comanda de 400 motors va ser anul·lada.